# Júlio Tavares
Júlio Tavares (1988. november 19. –) zöld-foki válogatott labdarúgó, a francia élvonalbeli Dijon csatára.